# 'Ndrangheta in Liguria
(Domenico Gangemi, capo locale di Genova e referente per la Liguria in un'intercettazione con Domenico Oppedisano)

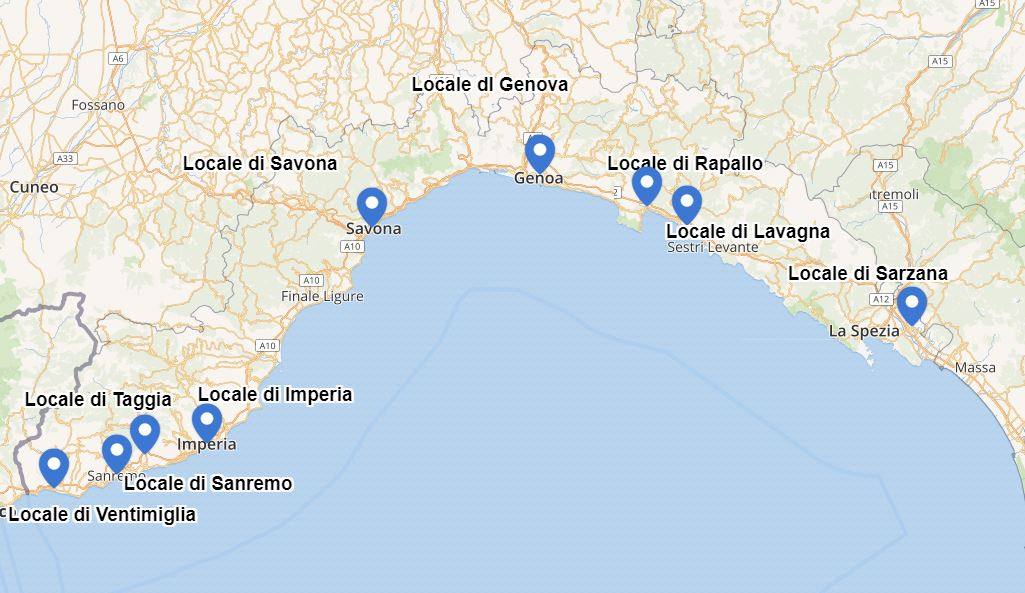
Locali di 'ndrangheta accertate in Liguria (2017)

La presenza della 'ndrangheta in Liguria incomincia all'inizio degli anni Cinquanta. 
In questa regione è presente la struttura organizzativa detta camera di compensazione che mette in comunicazione i locali di 'ndrangheta della regione e della Costa Azzurra in Francia. Sul territorio si sarebbero insediate per lo più 'ndrine dell'area jonica e di Reggio Calabria: i Romeo di Roghudi, i Nucera di Condofuri, i Rosmini di Reggio Calabria, i Mammoliti di Oppido Mamertina, i Raso-Gullace-Albanese di Cittanova, i Fazzari di Parghelia e i Piromalli di Gioia Tauro. 
La locale più importante è quella di Ventimiglia e nel 2016 la DIA conferma la presenza di 'ndrine a Bordighera, Sanremo, Taggia e Diano Marina.
Nel 2012 viene sciolto il primo comune per mafia della Liguria: Ventimiglia (scioglimento successivamente annullato), mentre a quello di Bordighera, sciolto inizialmente nel marzo 2011, è stato annullato il provvedimento di scioglimento con il DPR del 2013.
Con la conclusione nel 2015 del processo La Svolta, scaturita dall'omonima operazione delle forze dell'ordine si riconoscere la presenza di un'associazione a delinquere si stampo mafioso a Ventimiglia. La sentenza diventa definitiva dall'ottobre 2017.
L'ultima relazione della DIA (II semestre 2016) conferma che le attività legali e illegali in cui opera sono: Edilizia, trasporti, giochi e scommesse, raccolta e smaltimento rifiuti.

## Struttura
In Liguria la 'ndrangheta, come nel resto d'Italia è suddivisa in locali, ogni locale fa riferimento al locale d'origine in Calabria.
I locali liguri, sarebbero stati i primi locali in Italia, al di fuori della Calabria a dotarsi di una sovrastruttura definita: camera di compensazione per la coordinazione dei locali della regione e del basso Piemonte, e anche fungendo da collegamento con i locali insediati nella Costa azzurra, in Francia. Gli appartenenti alla Camera riferiscono direttamente al Crimine di Polsi.
Dalle indagini del 2010 risultano membri della camera di compensazione: Onofrio Garcea, Arcangelo Condidorio e Lorenzo Nucera con a capo Domenico Gangemi. Dalla Camera dipendono anche i locali del Basso Piemonte e della Francia meridionale. Un capo storico, invece fu Antonio Rampino. 
Il 2 giugno 2011 si conclude l'operazione Maglio 3 che fa anche luce sulle attività della camera.
Domenico Gangemi e Bruno Francesco Pronestì, fino al 2010, erano le persone con la più alte doti in Liguria e nel Basso Piemonte riconosciute dal Crimine di Polsi.

### Locali
(Confessione di Gianni Cretarola durante il processo La Svolta)
Secondo il pentito Francesco Oliviero, ex capo locale di Belvedere Spinello, in Provincia di Crotone afferma che in Liguria non esistono solo i 4 locali finora individuati con l'operazione Maglio 3 del 2011 di Genova, Ventimiglia, Sarzana e Lavagna ma tra i 10 e i 15.
Anche se Francesco Forgione nel suo ultimo libro ne individua solo altri 5. Dopo gli arresti del 2016, a Lavagna il locale viene confermato con la sentenza della Cassazione nell'aprile del 2021 e la 2º relazione semestrale del 2020 della DIA conferma l'esistenza di soli 3 locali: Genova, Lavagna e Ventimiglia.
| Locali in Liguria     | Locali in Liguria                               | Locali in Liguria | Locali in Liguria |
| Locale                | 'ndrine                                         | capo locale/società | note |
| --------------------- | ----------------------------------------------- | --- | --- |
| Locale di Genova      | Libri, Raso-Gullace-Albanese, Palamara          | Antonio Rampino fino alla sua morte il 10 febbraio 2008 e Domenico Gangemi fino al 2011 a cui succede Onofrio Garcea (condannato in appello a quasi 8 anni di carcere nel processo Maglio 3). | Gangemi teneva anche i contatti con la provincia in Calabria. Locale confermato dall'operazione Maglio III (2011) con a capo Domenico Gangemi fino al 2011. |
| Locale di Lavagna     | Casile-Rodà                                     | Paolo Nucera | Locale confermato dall'operazione Maglio III (2011) e dalla sentenza definitiva de "I conti di Lavagna" (2021).                                             |
| Locale di Rapallo     |                                                 | | |
| Locale di Ventimiglia | Palamara                                        | Giuseppe Marcianò (morto il 26 gennaio 2017) e succeduto da Antonio Palamara fino alla sua morte il 3 luglio 2017.                                                                            | Il più importante della Liguria, locale confermato dall'operazione Maglio III (2011).                                                                       |
| Locale di Sarzana     | Romeo                                           | Antonio Romeo | Locale confermato dall'operazione Maglio III (2011). |
| Locale di Imperia     |                                                 | | Accertato nel Processo La Svolta del 2017. |
| Locale di Sanremo     |                                                 | | |
| Locale di Taggia      | Mafodda                                         | | |
| Locale di Savona      | Cordì, Santaiti, Fazzari, Raso-Gullace-Albanese | | |

## Storia

### Anni cinquanta e sessanta
Nel 1950 venne confinato a Latte, frazione di Ventimiglia, Santo Corio, uno dei più autorevoli e referenziati boss della piana di Gioia Tauro, originario di Palmi. Secondo il pentito Giacomo Ubaldo Lauro (1942), la 'ndrangheta era insediata nella regione già dagli anni '40, ai tempi in cui il locale di Genova aiutò Angelo Macrì a fuggire negli Stati Uniti poiché uccise un carabiniere che gli aveva ucciso a sua volta il fratello. 
Il capo del locale di Genova allora era Antonio Rampino, ufficialmente un ambulante. 
In quel periodo entra nella regione anche Ernersto Morabito organico alla cosca Piromalli. 
Il boss della Locride Antonio Macrì viene mandato al confino a Casarza Ligure. 
Successivamente le attività della 'ndrangheta si concentreranno sul traffico di droga.

### Anni ottanta - I contatti con la politica locale
Il capo-locale di Ventimiglia Giuseppe Marcianò in questo periodo entra in contatto in qualità di fornitore di voti con Alberto Teardo, socialista e iscritto alla Loggia P2. 
Il locale di Sarzana fa un patto con membri del locale Partito Socialista Italiano in funzione anticomunista.

### Anni novanta - Il primo processo per mafia
Nel 1993 si svolge ii primo processo per mafia nella regione tra cui vede imputata la 'ndrina dei Mafodda, operante nella Provincia di Imperia, e attiva già dagli anni '80 nel traffico di droga.

### Anni 2010 - scioglimento di Ventimiglia e Lavagna e le operazioni Crimine, Maglio 3 e La Svolta
Con l'operazione Crimine del 2010 si conferma la presenza di una camera di controllo, con un referente che comunica le attività in Liguria con la sovrastruttura del Crimine in Calabria.
Nel marzo 2011 il primo comune ligure viene sciolto per infiltrazioni mafiose dei Pellegrino: Bordighera. 
Il 25 giugno 2011, il sindaco di Ventimiglia si dimette per evitare il commissariamento e scioglimento per mafia.
Il 2 giugno 2011 si conclude l'operazione Maglio 3 che fa luce sulle attività criminali dei locali di Genova, Ventimiglia, Lavagna e Sarzana, del loro organo di coordinamento: la camera di compensazione della Liguria e dell'infiltrazione nelle elezioni amministrative del 2010. 
Sarebbero coinvolti nell'inchiesta anche il vicesindaco di Ventimiglia, i consiglieri regionali Pdl Alessio Saso e Aldo Luciano Praticò accusati di voto di scambio. 
Infine, il presidente del consiglio della regione Liguria dell'UDC Rosario Monteleone, che secondo la ricostruzione dei magistrati, nel 2005 sarebbe figurato come beneficiario di voti di mafia.
Il 21 ottobre 2011, il presidente della Commissione antimafia Giuseppe Pisanu afferma che la criminalità organizzata calabrese è ben radicata e si interessano del settore edilizio, appalti in genere, traffico di armi e droga, ciclo dei rifiuti, gioco d'azzardo lecito e illecito.
Il 3 febbraio 2012 anche il comune ligure di Ventimiglia viene sciolto per mafia.
Il 14 dicembre 2012 si conclude l'operazione La Svolta con l'arresto di 15 persone tra cui il presunto capo del locale di Ventimiglia Giuseppe Marcianò.
Il 6 marzo 2015 si conclude l'operazione Real Time con l'arresto di Nino Gullace residente a Toirano (Savona), presunto affiliato ai Raso-Gullace-Albanese e accusato di usura e tentata estorsione.
Il 20 giugno 2016 a Lavagna nell'ambito dell'operazione I conti di Lavagna vengono arrestati e posti subito ai domiciliari con sospensione dall'incarico il sindaco Pino Sanguineti, Massimo Talerico (consigliere con delega al Patrimonio e al Demanio) e l'ex sindaco storico nonché ex parlamentare Gabriella Mondello con l'accusa di abuso d'ufficio, voto di scambio e traffico illecito di influenze; vengono arrestati anche i fratelli Paolo, Antonio e Francesco Nucera e Francesco Antonio e Antonio Rodà (affiliati alla 'ndrina Rodà-Casile di Condofuri e stanziati da anni nel levante ligure) accusati di associazione a delinquere di stampo mafioso, traffico di rifiuti e droga, usura, riciclaggio e intestazione fittizia di beni. Durante l'operazione vengono sequestrati diversi beni mobili, immobili, depositi bancari e società per un valore complessivo di circa due milioni di euro. Secondo l'accusa Mondello si sarebbe organizzata con il capo locale Paolo Nucera per fare ottenere voti al candidato sindaco Sanguineti nel 2014; inoltre avrebbe ricevuto soldi e gioielli come prezzo della mediazione verso l'allora assessore regionale ai lavori pubblici Giovanni Boitano (indagato per abuso d'ufficio) per far assumere un conoscente presso la partecipata Arte e ancora avrebbe fatto ottenere illecitamente un cambio di residenza a un altro conoscente. Sanguineti una volta eletto avrebbe favorito i Nucera nella gestione di stabilimenti balneari e di appalti per lo smaltimento di rifiuti, avrebbe accondisceso a sposare in prima persona in Comune la figlia di Paolo Nucera e avrebbe chiesto ad Antonio Nucera di attivarsi per fare votare Raffaella Paita (capogruppo del PD in Regione e candidata per la presidenza della stessa) alle primarie del partito. Gli indagati in tutto sono 23 tra i quali con l'accusa di abusa d'ufficio anche Luigi Barbieri (vice-sindaco con delega su Ambiente, Edilizia Privata, Urbanistica) e Rosario Lobascio (ex assessore alla Viabilità).

Nella notte tra il 14 e il 15 settembre 2017 arriva la sentenza della Cassazione per il processo La Svolta e per la prima volta un giudizio definitivo conferma la presenza della 'ndrangheta in Liguria: molti esponenti dei Pellegrino di Bordighera e dei Marcianò di Ventimiglia vengono condannati per spaccio o associazione mafiosa mentre viene di nuovo assolto l'ex sindaco di Ventimiglia Gaetano Scullino.
La Corte di cassazione nel 2017 chiede che venga rifatto il processo d'appello che a ottobre 2018 condanna i 9 presunti ndranghetisti affiliati ai Locali di Genova, Ventimiglia e Lavagna in particolare: Onofrio Garcea, Lorenzo Nucera, Rocco Bruzzaniti, Raffaele Battista, Antonino Multari, Michele Ciricosta, Benito Pepè, Fortunato Barillaro e Francesco Barilaro.
Il 24 marzo di quell'anno il comune di Lavagna viene ufficialmente sciolto per infiltrazioni mafiose. Il 7 giugno 2019 in primo grado l'ex parlamentare Gabriella Mondello viene condannata a 1 anni e 6 mesi, l'ex sindaco Sanguineti a 2 anni (per loro due la Procura aveva chiesto 3 anni e 4 anni e 6 mesi), Paolo Nucera a 16 anni e 6 mesi, Francesco Antonio Rodà a 15 anni e 8 mesi, Francesco Nucera a 9 anni e 6 mesi e Paolo Paltrinieri a 6 anni. La Mondello (accusata di voto di scambio) è stata anche sospesa dai pubblici uffici per 1 anno e dal diritto elettorale per 1 anno e 6 mesi, mentre Sanguineti (voto di scambio e abuso d'ufficio) è stato sospeso dai pubblici uffici per 1 anno e dal diritto elettorale per 5 anni. Tra gli assolti invece c'è l'ex consigliere comunale Talerico. Per la prima volta viene così riconosciuta la presenza della 'ndrangheta anche nel levante ligure. Il processo è stato diviso in due per la scelta di alcuni imputati di essere giudicati con il rito abbreviato. Due giorni prima della sentenza c'era stata la confisca di beni per 3 milioni di euro: tre immobili commerciali a Lavagna e a Sestri Levante, cinque appartamenti (uno nel centro di Milano, tre a Lavagna e uno nella “baia del silenzio” di Sestri Levante), due box a Milano e a Lavagna, due magazzini a Sestri Levante, un'impresa della ristorazione a Sestri Levante, una società di videolottery e una partecipazione in una società di scommesse a Lavagna, cinque auto, una ventina di rapporti bancari. Una settimana prima invece Lavagna era uscita dal commissariamento dopo quasi tre anni eleggendo un nuovo sindaco.

## Presenza della 'ndrangheta per provincia

### Provincia di Genova

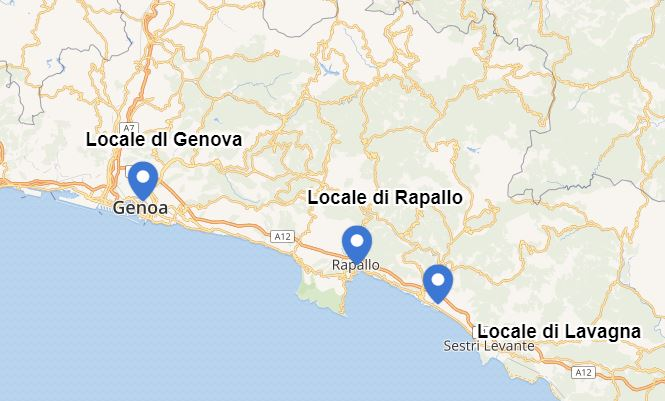
'ndrangheta in provincia di Genova; in blu le locali, in giallo la presenza di 'ndrine

In provincia di Genova sono stanziate le 'ndrine dei Nucera-Rodà, Rampino, non e vero, Fogliani, Asciutto, Stefanelli, Fonte, Giovinazzo e Gangemi.

#### Anni '90 - L'unificazione del Vangelo
In un'intercettazione del 5 settembre 1998 emerge che fu il capo-locale di Genova Antonio Rampino a fare da mediatore per l'omologazione della dote di vangelo tra la Calabria e il nord Italia.

#### Anni 2000
Il capo-locale di Genova fino alla sua morte nel 2008 fu Antonio Rampino per essere sostituito fino al 2011 è stato Domenico Gangemi. Quest'ultimo era anche responsabile per tutti i locali della regione nei confronti del Crimine e conferiva agli altri affiliati le doti di Santa e di Padrino.

#### Fatti recenti
| località | 'ndrine                                        | Attività illecite                                                         |
| -------- | ---------------------------------------------- | ------------------------------------------------------------------------- |
| Genova   | Libri, Raso-Gullace-Albanese, Mamone, Bonavota | traffico di droga, appalti pubblici (Eco.Ge dei Mamone)                   |
| Lavagna  | Nucera-Rodà, Casile-Rodà                       | Smaltimento rifiuti, edilizia, traffico di stupefacenti, usura, scommesse |
| Rapallo  |                                                | proprietà di beni (2007)                                                  |

### Provincia di Imperia

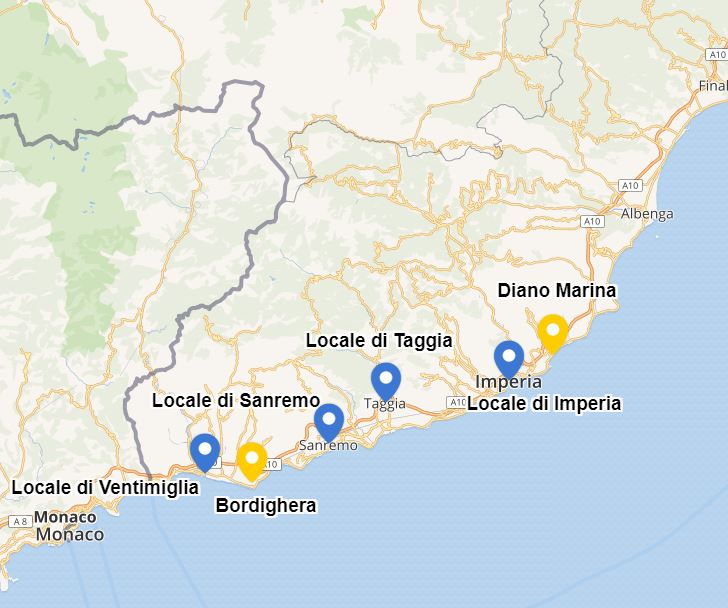
'ndrangheta in provincia di Imperia; in blu le locali, in giallo la presenza di 'ndrine

Il 7 ottobre 2014 per la prima volta viene riconosciuta da un punto vista giudizionario l'esistenza della 'ndrangheta in Liguria ed in particolare dal Tribunale penale di Imperia e grazie ai processi Maglio e La Svolta svolti dal 2012 al 2019 si è accertata l'esistenza del locale di Ventimiglia guidato fino al momento della morte dal capo indiscusso Don Antonio Palamara e quello di Bordighera guidato dalla famiglia Pellegrino. Il locale di Ventimiglia più antico e autorevole e quello di Bordighera più recente ma con più libertà di manovra rispetto alla Calabria.
In provincia di Imperia sono stanziate le  ndrine de Pellegrino, Barillaro, Iamundo, Mafodda, Marcianò (legati ai Piromalli), Alvaro-Palamara, Pelle.

#### Anni 2000
Già a gennaio 2002 viene registrata dalle forze dell'ordine una riunione di 'ndrangheta a Vallecrosia in cui veniva conferita una dote a Pietro Brancatisano.
Nel 2010 gli 'ndranghetisti del locale di Bordighera si incontrano sempre a Vallecrosia con il capo-locale del basso Piemonte Francesco Bruno Pronestì per parlare delle elezioni regionali del 2010.

#### Fatti recenti
Nel 2011 viene per la prima volta sciolto il comune di Bordighera a causa delle infiltrazioni dei Pellegrino alle cui aziende venivano appaltati lavori, garantite esenzioni di pagamento per le mense scolastiche e per l'appoggio in campagna elettorale per il candidato e per le minacce nei confronti di due assessori comunali contrari all'apertura di una sala giochi della 'ndrina.
Nel 2012 viene richiesto lo scioglimento del comune di Ventimiglia successivamente annullato. 
Dopo l'operazione La Svolta conclusasi in quell'anno, parte l'omonimo processo conclusosi con sentenza definitiva nel 2017 che accerta definitivamente l'esistenza della 'ndrangheta e del suo locale a Ventimiglia.
Nel processo emergono le attività illecite delle 'ndrine del locale di Bordighera nell'ambito del traffico di droga, degli appalti pubblici e del riciclaggio. Vengono individuati come elementi apicali del locale: Michele Ciricosta, Benito Pepé, Francesco e Fortunato Barilaro, già imputati nel processo Maglio 3 in corso dal 2012 da cui vennero assolti con rinvio in Corte di cassazione ad aprile 2017 per poi essere condannati nel secondo processo in Corte d'appello nell'ottobre 2018.
Il comune di Ventimiglia ritorna alle cronache a settembre 2019 per un presunto inchino eseguito nei confronti di Carmelo Palamara, fratello dell'ex capo-locale Don Antonio Palamara morto nel 2017 con la statua della Madonna in processione durante la festa della Madonna di Polsi di Ventimiglia creata nel 2016 da migranti calabresi.
Nel settembre 2020 l'operazione Ponente Forever condotta dal ROS dei Carabinieri di Imperia e dalla Gendarmerie Nationale di Marsiglia porta in Italia a 13 ordinanze di custodia cautelare che rivela un traffico di stupefacenti. Tra gli arrestati Carmelo Sgrò di Sanremo e forse collegato alla cosca Gallico che avrebbe aiutato la latitanza di un altro affiliato Filippo Morgante, nascosto in un'abitazione in Francia e ad Arma di Taggia. Quest'ultimo avrebbe partecipato a diverse riunioni a Borghetto Santo Spirito.
| località     | 'ndrine | Attività illecite |
| ------------ | --- | --- |
| Imperia      | | |
| Bordighera   | Pellegrino, De Marte | Appalti pubblici, traffico di droga (Processo la Svolta del 2017), riciclaggio                                                                                  |
| Diano Marina | Attisano (legati ai Papalia e ai Laganà), De Marte, Frisina (legati ai Gallico), Papalia, Surace (legati ai Santaiti-Gioffrè), Tripepi (legati agli Ottinà-Spinella) | |
| Sanremo      | | Relazioni con la Camorra di Giovanni Tagliamento |
| Taggia       | Mafodda | Condizionamento delle elezioni politiche locali, appalti pubblici, traffico di droga                                                                            |
| Ventimiglia  | Alvaro-Palamara, Pelle, Marcianò | Condizionamento delle elezioni politiche locali, appalti pubblici, traffico di droga (Processo La Svolta del 2017), usura, prostituzione, riciclaggio di denaro |

### Provincia di Savona

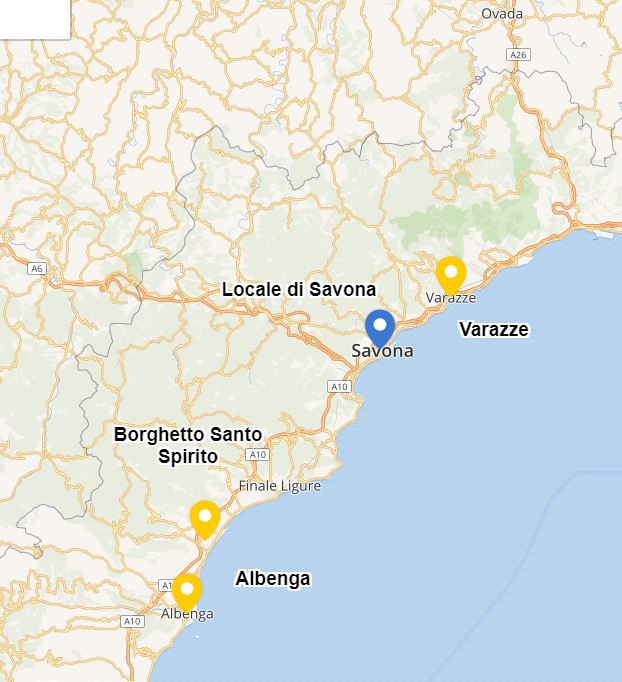
'Ndrangheta in provincia di Savona; in blu le locali, in giallo la presenza di 'ndrine

In provincia di Savona sono stanziate le 'ndrine dei Gullace, Fameli, Fazzari e Fotia. 
I Fazzari si sono resi responsabili a Borghetto Santo Spirito della creazione della cosiddetta "Cava dei veleni", un'area in cui son stati smaltiti rifiuti tossici sin dal 1995 da documenti desecretati nel 2014.
Elementi della locale di Savona avrebbero tentato di inserirsi negli appalti per la costruzione del terzo valico.
| località                | 'ndrine                                         | Attività illecite                                                |
| ----------------------- | ----------------------------------------------- | ---------------------------------------------------------------- |
| Savona                  | Cordì, Santaiti, Fazzari, Raso-Gullace-Albanese | Smaltimento rifiuti, infiltrazione nel cantiere del terzo valico |
| Albenga                 | Gullace-Raso-Albanese, Pronestì, Fazzari        | Voto di scambio                                                  |
| Borghetto Santo Spirito | Fazzari                                         | Smaltimento rifiuti                                              |
| Varazze                 | Stefanelli                                      | traffico di droga                                                |

### Provincia della Spezia

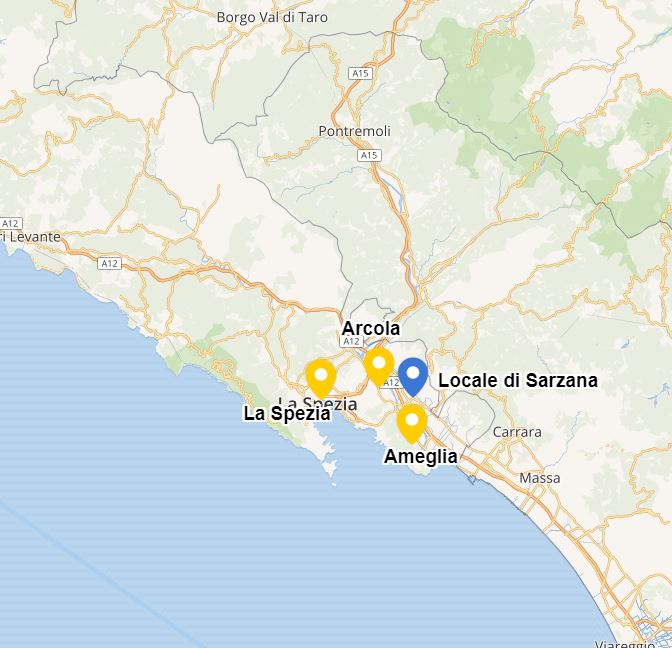
'ndrangheta in provincia di La Spezia; in blu le locali, in giallo la presenza di 'ndrine

In provincia della Spezia sono stanziate le 'ndrine dei Demasi, Romeo e Rosmini.
Secondo un pentito a Sarzana, tra gli anni '80 e '90 ci sarebbero state relazioni tra il Partito socialista italiano e elementi della 'ndrangheta locale in chiave anticomunista. 
Un'operazione del 2015 rivela operazioni di riciclaggio nel comune di Arcola mentre l'ultima, avvenuta nel 2017 disvela un traffico di cocaina.
| località  | 'ndrine                 | Attività illecite                             |
| --------- | ----------------------- | --------------------------------------------- |
| La Spezia | Bellocco, Iamonte, Raso | Traffico di droga (2017)                      |
| Ameglia   |                         |                                               |
| Arcola    |                         | Riciclaggio (2015)                            |
| Sarzana   | Romeo                   | Edilizia, infiltrazioni nella politica locale |

## Televisione
- "'Ndrangheta squadre di mafia", episodio di Terra!.[72]